# アイマジック
株式会社アイマジック（I.MAGiC）は、神奈川県茅ヶ崎市に本社を置くパソコン向けゲームソフト制作会社。

## 概要
X68000の同人サークルとして発足。
1994年、X68000用グラフィックソフト「ハイパーピクセルワークス ver2.00」をソフトベンダーTAKERUで販売し、『Oh!X』誌で取り上げられるなど注目される。
TAKERUで販売した『メビウスリンク』が大ヒットし、1998年に株式会社となる。TAKERUで『メビウスリンク』のプロデュースを行ったブラザー工業/エクシング元営業の広沢一郎が経営に参画した。広沢は、アイマジックのブランドとして「マグノリア」を設立し、後に独立した。

## 作品
2004年以降、鉄道模型シミュレーターシリーズのみ展開している。
- 鉄道模型シミュレーター
- メビウスリンク

1997年にエクシングを退職したプロデューサーの広沢が1998年まで伊藤忠商事に在籍したので、1998年4月に発売されたプレイステーション用ソフト『メビウスリンク3D』は伊藤忠商事から発売された。
- - アルファーリンク
- Key of The MAGiC
- 鉄道模型レイアウター　（発売元：トミーテック）
- ターゲットギア